# Salamaua
Salamaua (en allemand : Samoahafen) est une petite ville située sur la côte nord-est de la Papouasie-Nouvelle-Guinée dans la province de Morobe. La ville a été construite sur un petit isthme reliant au sud le continent avec ses montagnes sur le côté intérieur à une presqu'île au nord. La ville la plus proche est Lae qui ne peut être atteinte que par bateau en traversant le golfe. 

## Historique
Dans les années 1920, des chercheurs d'or utilisèrent Salamaua comme point de départ pour explorer les régions intérieures à la recherche d'or. De l'or fut découvert à Wau et des mineurs vinrent de tous les coins du pays  pour chercher de l'or en empruntant la piste du chat noir (Black Cat Track). 
La ville a été prise par les Japonais en 1942 au cours de la Seconde Guerre mondiale et plus tard reprise par les armées d'Australie et des États-Unis conduites par le général Douglas MacArthur le 11 septembre 1943 au cours de la campagne de Salamaua-Lae. Au cours de sa réoccupation, la ville a été détruite. 
Aujourd'hui, les villages de Kela et Lagui occupent le site ainsi que des maisons de vacances, principalement pour des expatriés basés à Lae. 